# Leucauge analis
Leucauge analis este o specie de păianjeni din genul Leucauge, familia Tetragnathidae. A fost descrisă pentru prima dată de Thorell, 1899. Conform Catalogue of Life specia Leucauge analis nu are subspecii cunoscute.